# 诸神之战 (纪录片)
诸神之战（英語：Clash of the Gods）是歷史頻道的一个讲述神话故事的电视节目，在2009年8月3日首播，共十集。该节目介绍了许多古老的 希腊神话和北欧神话中的诸神、怪物和英雄，包括哈得斯、赫拉克勒斯、美杜莎、弥诺陶洛斯、奥德修斯和宙斯。

## 各集标题
宙斯
赫拉克勒斯
哈迪斯
弥诺陶洛斯
美杜莎
奥德修斯
奥德赛
贝奥武甫
魔戒、托尔金
托尔